# DreamWorks Records
DreamWorks Records était un studio d'enregistrement américain de 1996 à 2005.
En 1996, six ans après que David Geffen a vendu Geffen Records à MCA, il se joint à Steven Spielberg et Jeffrey Katzenberg pour former DreamWorks SKG, qui inclura une division DreamWorks Records. Le logo du label était le dernier de l'artiste Roy Lichtenstein.
- Haut – A
- B
- C
- D
- E
- F
- G
- H
- I
- J
- K
- L
- M
- N
- O
- P
- Q
- R
- S
- T
- U
- V
- W
- X
- Y
- Z

## Artistes produits
Artistes produits autrefois par DreamWorks Records:

### A
- The All-American Rejects
- Ash
- AFI
- Alien Ant Farm
- Jessica Andrews (DreamWorks Nashville)

### B
- Blackstreet
- Blinker the Star
- Boomkat
- Buckcherry

### D
- Def Squad

### E
- East Mountain South
- Eels
- Scotty Emerick (DreamWorks Nashville)
- Emerson Drive (DreamWorks Nashville)

### F
- Jimmy Fallon
- Floetry
- John Fogerty
- Nelly Furtado

### H
- Hem
- Dave Hollister

### J
- Jimmy Eat World
- Jolie & The Wanted (Dreamworks Nashville)

### K
- Toby Keith (DreamWorks Nashville)

### L
- Lifehouse
- Long Beach Dub Allstars

### M
- George Michael
- Morphine

### P
- Papa Roach
- Danielle Peck (DreamWorks Nashville)
- Powerman 5000
- Pressure 4-5
- Propellerheads

### R
- Chris Rock
- Rollins Band
- Rakim

### S
- Saves the Day
- Elliott Smith

### T
- Chalee Tennison (DreamWorks Nashville)
- Tru-Life

### W
- Jimmy Wayne (DreamWorks Nashville)
- Rufus Wainwright
- Darryl Worley (DreamWorks Nashville)